# 80e cérémonie des Golden Globes
La 80e cérémonie des Golden Globes, organisée par la Hollywood Foreign Press Association (HFPA), se tient le 10 janvier 2023 et récompense les films et séries télévisées américains diffusés en 2022, ainsi que les professionnels s'étant distingués durant cette année.
Après le boycott de la cérémonie de 2022, la chaîne NBC a accepté de diffuser celle de 2023, les réformes mises en place par la HFPA ayant été jugées suffisantes. Cette cérémonie marque donc le retour des Golden Globes à la télévision et voit la création de quatre nouvelles catégories télévisuelles en remplacement des Golden Globes du Meilleur acteur dans un second rôle dans une série, une mini-série ou un téléfilm et de la Meilleure actrice dans un second rôle dans une série, une mini-série ou un téléfilm.
La cérémonie, qui se tient d'habitude un dimanche, a lieu exceptionnellement un mardi soir en raison du dernier match de saison régulière de NFL qui se joue le dimanche soir (Sunday Night Football) et de la finale du championnat de football américain universitaire qui se joue le lundi soir. Elle est animée par l'humoriste Jerrod Carmichael.
Les nominations sont annoncées le 12 décembre 2022 au Beverly Hilton par Mayan Lopez et Selenis Leyva,. Le Cecil B. DeMille Award est attribué à Eddie Murphy pour récompenser l'ensemble de sa carrière.

## Présentateurs et intervenants

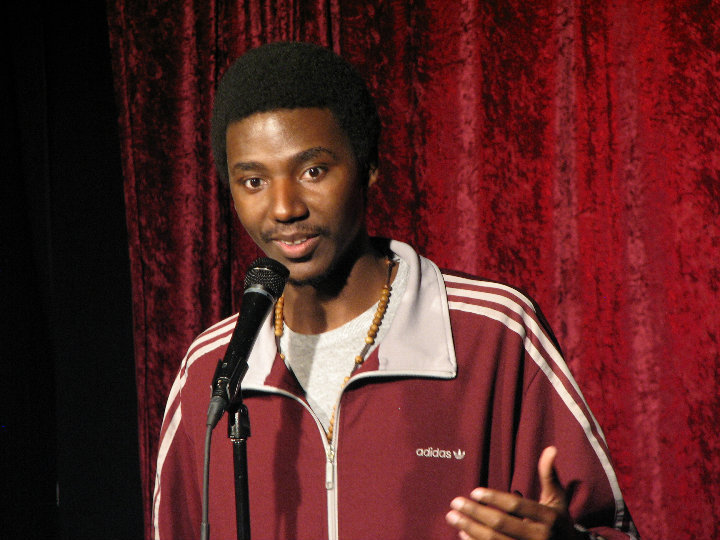
Jerrod Carmichael, maître de cérémonie.

- Jerrod Carmichael, maître de cérémonie

Les personnalités suivantes ont remis des prix lors de la cérémonie, :
- Jennifer Hudson présente le Meilleur acteur dans un second rôle et la Meilleure actrice dans un second rôle
- Jennifer Coolidge présente le Meilleur acteur dans un second rôle dans une série musicale, comique ou dramatique
- Jenna Ortega présente la Meilleure musique de film et la Meilleure chanson originale
- Niecy Nash présente le Meilleur acteur dans une série musicale ou comique et la Meilleure actrice dans une série musicale ou comique
- Ana de Armas présente le Meilleur acteur dans un film musical ou une comédie et la Meilleure actrice dans un film musical ou de comédie
- Claire Danes présente le Meilleur film d'animation
- Letitia Wright présente le Meilleur acteur dans un film dramatique
- Glen Powell et Jay Ellis présentent la Meilleure actrice dans une série dramatique et la Meilleure actrice dans un second rôle dans une série musicale, comique ou dramatique
- Billy Porter présente le Carol Burnett Award
- Henry Golding présente la Meilleure actrice dans un film dramatique et le Meilleur film en langue étrangère
- Sean Penn présente un message du président de l'Ukraine Volodymyr Zelensky
- Hilary Swank présente le Meilleur scénario
- Colman Domingo présente le Meilleur réalisateur
- Nicole Byer et Ana Gasteyer présentent le Meilleur acteur dans un second rôle dans une mini-série, une anthologie ou un téléfilm et la Meilleure actrice dans un second rôle dans une mini-série, une anthologie ou un téléfilm
- Cole Hauser et Mo Brings Plenty présentent la Meilleure actrice dans une mini-série ou un téléfilm et le Meilleur acteur dans une mini-série ou un téléfilm
- Mj Rodriguez présente la Meilleure mini-série ou meilleur téléfilm
- Tracy Morgan et Jamie Lee Curtis présentent le Cecil B. DeMille Award
- Regina Hall présente le Meilleur acteur dans une série dramatique et la Meilleure série musicale ou comique
- Natasha Lyonne présente la Meilleure série dramatique
- Salma Hayek et Harvey Guillén présentent le Meilleur film musical ou de comédie
- Quentin Tarantino présente le Meilleur film dramatique

## Palmarès

### Cinéma

#### Meilleur film dramatique
- The Fabelmans
  - Avatar : La Voie de l'eau (Avatar: The Way of Water)
  - Elvis
  - Tár
  - Top Gun: Maverick

#### Meilleur film musical ou comédie
- Les Banshees d'Inisherin
  - Babylon
  - Everything Everywhere All at Once
  - Glass Onion : Une histoire à couteaux tirés (Glass Onion: A Knives Out Mystery)
  - Sans filtre (Triangle of Sadness)

#### Meilleur acteur dans un film dramatique
- Austin Butler pour le rôle de Elvis Presley dans Elvis
  - Brendan Fraser pour le rôle de Charlie dans The Whale
  - Hugh Jackman pour le rôle de Peter dans The Son
  - Bill Nighy pour le rôle de Williams dans Vivre (Living)
  - Jeremy Pope pour le rôle de Ellis French dans The Inspection

#### Meilleure actrice dans un film dramatique
- Cate Blanchett pour le rôle de Lydia Tár dans Tár
  - Olivia Colman pour le rôle de Hilary Small dans Empire of Light
  - Viola Davis pour le rôle de Nanisca dans The Woman King
  - Ana de Armas pour le rôle de Marilyn Monroe dans Blonde
  - Michelle Williams pour le rôle de Mitzi Fabelman dans The Fabelmans

#### Meilleur acteur dans un film musical ou une comédie
- Colin Farrell pour le rôle de Pádraic Súilleabháin dans Les Banshees d'Inisherin
  - Diego Calva pour le rôle de Manny Torres dans Babylon
  - Daniel Craig pour le rôle de Benoit Blanc dans Glass Onion : Une histoire à couteaux tirés (Glass Onion: A Knives Out Mystery)
  - Adam Driver pour le rôle de Jack Gladney dans White Noise
  - Ralph Fiennes pour le rôle de Julian Slowik dans Le Menu (The Menu)

#### Meilleure actrice dans un film musical ou comédie
- Michelle Yeoh pour le rôle d'Evelyn Wang dans Everything Everywhere All at Once
  - Lesley Manville pour le rôle d'Ada Harris dans Une robe pour Mrs. Harris (Mrs. Harris Goes to Paris)
  - Margot Robbie pour le rôle de Nellie LaRoy dans Babylon
  - Anya Taylor-Joy pour le rôle de Margot Mills / Erin dans Le Menu (The Menu)
  - Emma Thompson pour le rôle de Nancy Stokes / Susan Robinson dans Mes rendez-vous avec Leo (Good Luck to You, Leo Grande)

#### Meilleur acteur dans un second rôle
- Ke Huy Quan pour le rôle de Waymond Wang dans Everything Everywhere All at Once
  - Brendan Gleeson pour le rôle de Colm Doherty dans Les Banshees d'Inisherin
  - Barry Keoghan pour le rôle de Dominic Kearney dans Les Banshees d'Inisherin
  - Brad Pitt pour le rôle de Jack Conrad dans Babylon
  - Eddie Redmayne pour le rôle de Charles Cullen dans Meurtres sans ordonnance (The Good Nurse)

#### Meilleure actrice dans un second rôle
- Angela Bassett pour le rôle de Reine Ramonda dans Black Panther: Wakanda Forever
  - Kerry Condon pour le rôle de Siobhán Súilleabháin dans Les Banshees d'Inisherin
  - Jamie Lee Curtis pour le rôle de Deirdre Beaubeirdra dans Everything Everywhere All at Once
  - Dolly de Leon pour le rôle de Abigail dans Sans filtre (Triangle of Sadness)
  - Carey Mulligan pour le rôle de Megan Twohey dans She Said

#### Meilleure réalisation
- Steven Spielberg pour The Fabelmans
  - James Cameron pour Avatar : La Voie de l'eau (Avatar: The Way of Water)
  - Daniel Kwan et Daniel Scheinert pour Everything Everywhere All at Once
  - Baz Luhrmann pour Elvis
  - Martin McDonagh pour Les Banshees d'Inisherin

#### Meilleur scénario
- Martin McDonagh pour Les Banshees d'Inisherin
  - Daniel Kwan et Daniel Scheinert pour Everything Everywhere All at Once
  - Steven Spielberg et Tony Kushner pour The Fabelmans
  - Todd Field pour Tár
  - Sarah Polley pour Women Talking

#### Meilleure musique de film
- Justin Hurwitz pour Babylon
  - Carter Burwell pour Les Banshees d'Inisherin
  - John Williams pour The Fabelmans
  - Alexandre Desplat pour Pinocchio
  - Hildur Guðnadóttir pour Women Talking

#### Meilleure chanson originale
- Naatu Naatu (M. M. Keeravani, Kaala Bhairava et Rahul Sipligunj) – RRR
  - Carolina (Taylor Swift) – Là où chantent les écrevisses
  - Ciao Papa (Alexandre Desplat, Roeban Katz, et Guillermo del Toro) – Pinocchio
  - Hold My Hand (Lady Gaga, BloodPop et Benjamin Rice) – Top Gun: Maverick
  - Lift Me Up (Tems, Rihanna, Ryan Coogler et Ludwig Göransson) – Black Panther: Wakanda Forever

#### Meilleur film d'animation
- Pinocchio
  - Inu-Oh
  - Marcel the Shell with Shoes On
  - Le Chat potté 2 : La Dernière Quête
  - Alerte rouge

#### Meilleur film en langue étrangère
- Argentina, 1985 -  Argentine (en espagnol)
  - À l'Ouest, rien de nouveau -  Allemagne (en allemand)
  - Close -  Belgique (en français)
  - Decision to Leave -  Corée du Sud (en coréen)
  - RRR -  Inde (en télougou)

### Télévision

#### Meilleure série télévisée dramatique
- House of the Dragon
  - Better Call Saul
  - The Crown
  - Ozark
  - Severance

#### Meilleure série télévisée musicale ou comique
- Abbott Elementary
  - The Bear
  - Hacks
  - Only Murders in the Building
  - Mercredi

#### Meilleure mini-série ou du meilleur téléfilm
- The White Lotus
  - Black Bird
  - Monstre
  - The Dropout
  - Pam and Tommy

#### Meilleur acteur dans une série télévisée dramatique
- Kevin Costner pour le rôle de John Dutton dans Yellowstone
  - Jeff Bridges pour le rôle de Dan Chase / Henry Dixon / Johnny Kohler dans The Old Man
  - Diego Luna pour le rôle de Cassian Andor dans Andor
  - Bob Odenkirk pour le rôle de Saul Goodman dans Better Call Saul
  - Adam Scott pour le rôle de Mark Scout dans Severance

#### Meilleure actrice dans une série télévisée dramatique
- Zendaya pour le rôle de Rue Bennett dans Euphoria
  - Emma D'Arcy pour le rôle de Rhaenyra Targaryen dans House of the Dragon
  - Laura Linney pour le rôle de Wendy Byrde dans Ozark
  - Imelda Staunton pour le rôle d'Élisabeth II dans The Crown
  - Hilary Swank pour le rôle de Eileen Fitzgerald dans Alaska Daily

#### Meilleur acteur dans une série télévisée musicale ou comique
- Jeremy Allen White pour le rôle de Carmen "Carmy" Berzatto dans The Bear
  - Donald Glover pour le rôle de Earnest Marks dans Atlanta
  - Bill Hader pour le rôle de Barry Berkman / Barry Block dans Barry
  - Steve Martin pour le rôle de Charles-Haden Savage dans Only Murders in the Building
  - Martin Short pour le rôle de Oliver Putnam dans Only Murders in the Building

#### Meilleure actrice dans une série télévisée musicale ou comique
- Quinta Brunson pour le rôle de Janine Teagues dans Abbott Elementary
  - Kaley Cuoco pour le rôle de Cassandra Bowden dans The Flight Attendant
  - Selena Gomez pour le rôle de Mabel Mora dans Only Murders in the Building
  - Jenna Ortega pour le rôle de Mercredi Addams dans Mercredi (Wednesday)
  - Jean Smart pour le rôle de Deborah Vance dans Hacks

#### Meilleur acteur dans une mini-série ou un téléfilm
- Evan Peters pour le rôle de Jeffrey Dahmer dans Monstre
  - Taron Egerton pour le rôle de James Keane dans Black Bird
  - Colin Firth pour le rôle de Michael Peterson dans The Staircase
  - Andrew Garfield pour le rôle de Jeb Pyre dans Sur ordre de Dieu (Under the Banner of Heaven)
  - Sebastian Stan pour le rôle de Tommy Lee dans Pam and Tommy

#### Meilleure actrice dans une mini-série ou un téléfilm
- Amanda Seyfried pour le rôle de Elizabeth Holmes dans The Dropout
  - Jessica Chastain pour le rôle de Tammy Wynette dans George & Tammy
  - Julia Garner pour le rôle d'Anna Delvey dans Inventing Anna
  - Lily James pour le rôle de Pamela Anderson dans Pam and Tommy
  - Julia Roberts pour le rôle de Martha Mitchell dans Gaslit

#### Meilleur acteur dans un second rôle dans une série, une mini-série ou un téléfilm
- Paul Walter Hauser pour le rôle de Larry Hall dans Black Bird
  - F. Murray Abraham pour le rôle de Bert Di Grasso dans The White Lotus
  - Domhnall Gleeson pour le rôle de Sam Fortner dans The Patient
  - Richard Jenkins pour le rôle de Lionel Dahmer dans Monstre (Monster)
  - Seth Rogen pour le rôle de Rand Gauthier dans Pam and Tommy

#### Meilleure actrice dans un second rôle dans une série, une mini-série ou un téléfilm
- Jennifer Coolidge pour le rôle de Tanya McQuoid-Hunt dans The White Lotus
  - Claire Danes pour le rôle de Rachel Flieshman dans Anatomie d'un divorce (Fleishman is in Trouble)
  - Daisy Edgar-Jones pour le rôle de Brenda Lafferty dans Sur ordre de Dieu (Under the Banner of Heaven)
  - Niecy Nash pour le rôle de Glenda Cleveland dans Monstre (Monster)
  - Aubrey Plaza pour le rôle de Harper Spiller dans The White Lotus

#### Meilleur acteur dans un second rôle dans une série musicale, comique ou dramatique
- Tyler James Williams pour le rôle de Gregory Eddie dans Abbott Elementary
  - John Lithgow pour le rôle de Harold Harper dans The Old Man
  - Jonathan Pryce pour le rôle de Philip Mountbatten dans The Crown
  - John Turturro pour le rôle d'Irving Bailiff dans Severance
  - Henry Winkler pour le rôle de Gene Cousineau dans Barry

#### Meilleure actrice dans un second rôle dans une série musicale, comique ou dramatique
- Julia Garner pour le rôle de Ruth Langmore dans Ozark
  - Elizabeth Debicki pour le rôle de Diana Spencer dans The Crown
  - Hannah Einbinder pour le rôle de Ava Daniels dans Hacks
  - Janelle James pour le rôle de Ava Coleman dans Abbott Elementary
  - Sheryl Lee Ralph pour le rôle de Barbara Howard dans Abbott Elementary

### Récompenses spéciales

#### Cecil B. DeMille Award
- Eddie Murphy[7]

#### Carol Burnett Award
- Ryan Murphy[10]

## Statistiques

### Nominations multiples

#### Cinéma
- 8 : Les Banshees d'Inisherin
- 6 : Everything Everywhere All at Once
- 5 : Babylon et The Fabelmans
- 3 : Elvis, Tár et Pinocchio
- 2 : Avatar : La Voie de l'eau, Black Panther: Wakanda Forever, Glass Onion : Une histoire à couteaux tirés, Le Menu, RRR, Sans filtre, Top Gun: Maverick, et Women Talking

#### Télévision
- 5 : Abbott Elementary
- 4 : The Crown, Monstre, Only Murders in the Building, Pam and Tommy et The White Lotus
- 3 : Black Bird, Hacks, Ozark et Severance
- 2 : Barry, Better Call Saul, Mercredi, House of the Dragon, Sur ordre de Dieu, The Bear , The Dropoutet The Old Man

### Récompenses multiples

#### Cinéma
- 3 : Les Banshees d'Inisherin
- 2 : Everything Everywhere All at Once et The Fabelmans

#### Télévision
- 3 : Abbott Elementary
- 2 : The White Lotus

### Grands perdants

#### Télévision
- 0/4 : Only Murders in the Building et The Crown